# Thủ tướng Úc
Thủ tướng Úc là người đứng đầu chính phủ của Úc, giữ chức này theo ủy nhiệm của quan Toàn quyền. Chức vụ thủ tướng trên thực tế là chức vụ chính trị cao nhất của Liên bang Úc.
Trừ những trường hợp ngoại lệ, Thủ tướng luôn là lãnh đạo của chính đảng với đa số phiếu ủng hộ trong Hạ viện. Trường hợp duy nhất một thượng nghị sĩ được bổ nhiệm làm Thủ tướng là trường hợp của John Gorton, người sau đó đã từ chức thượng nghị sĩ và được bầu làm một hạ nghị sĩ.
Thủ tướng hiện nay của Úc là lãnh tụ của Đảng Lao động Úc Anthony Albanese. Ông là vị thủ tướng thứ 31 kể từ ngày thành lập chính phủ Liên bang Úc.

## Danh sách Thủ tướng Úc
| #    | Chân dung   | Thủ tướng          | Bắt đầu              | Kết thúc             | Đảng             | Thời gian                |
| ---- | ----------- | ------------------ | -------------------- | -------------------- | ---------------- | ------------------------ |
| 1    | không khung | Edmund Barton      | 1 tháng 1 năm 1901   | 24 tháng 9 năm 1903  | Bảo hộ           | 2 năm, 8 tháng, 24 ngày  |
| 2    | không khung | Alfred Deakin      | 24 tháng 9 năm 1903  | 27 tháng 4 năm 1904  | Bảo hộ           | 0 năm, 7 tháng, 4 ngày   |
| 3    | không khung | Chris Watson       | 27 tháng 4 năm 1904  | 18 tháng 8 năm 1904  | Lao động         | 0 năm, 3 tháng, 21 ngày  |
| 4    | không khung | Sir George Reid    | 18 tháng 8 năm 1904  | 5 tháng 7 năm 1905   | Tự do Thương mại | 0 năm, 10 tháng, 18 ngày |
| -    | không khung | Alfred Deakin      | 5 tháng 7 năm 1905   | 13 tháng 11 năm 1908 | Bảo hộ           | 3 năm, 4 tháng, 9 ngày   |
| 5    | không khung | Andrew Fisher      | 13 tháng 11 năm 1908 | 2 tháng 6 năm 1909   | Lao động         | 0 năm, 6 tháng, 21 ngày  |
| -    | không khung | Alfred Deakin      | 2 tháng 6 năm 1909   | 29 tháng 4 năm 1910  | Tự do            | 0 năm, 10 tháng, 28 ngày |
| -    | không khung | Andrew Fisher      | 29 tháng 4 năm 1910  | 24 tháng 6 năm 1913  | Lao động         | 3 năm, 1 tháng, 26 ngày  |
| 6    | không khung | Joseph Cook        | 24 tháng 6 năm 1913  | 17 tháng 9 năm 1914  | Tự do            | 1 năm, 2 tháng, 25 ngày  |
| -    | không khung | Andrew Fisher      | 17 tháng 9 năm 1914  | 27 tháng 10 năm 1915 | Lao động         | 1 năm, 1 tháng, 11 ngày  |
| 7    | không khung | Billy Hughes       | 27 tháng 10 năm 1915 | 9 tháng 2 năm 1923   | Lao động/Dân tộc | 7 năm, 3 tháng, 14 ngày  |
| 8    | không khung | Stanley Bruce      | 9 tháng 2 năm 1923   | 22 tháng 10 năm 1929 | Dân tộc          | 6 năm, 8 tháng, 14 ngày  |
| 9    | không khung | James Scullin      | 22 tháng 10 năm 1929 | 6 tháng 1 năm 1932   | Lao động         | 2 năm, 2 tháng, 16 ngày  |
| 10   | không khung | Joseph Lyons       | 6 tháng 1 năm 1932   | 7 tháng 4 năm 1939   | Thống nhất       | 7 năm, 3 tháng, 2 ngày   |
| 11   | không khung | Sir Earle Page     | 7 tháng 4 năm 1939   | 26 tháng 4 năm 1939  | Nông thôn        | 0 năm, 0 tháng, 20 ngày  |
| 12   | không khung | Robert Menzies     | 26 tháng 4 năm 1939  | 28 tháng 8 năm 1941  | Thống nhất       | 2 năm, 4 tháng, 4 ngày   |
| 13   | không khung | Arthur Fadden      | 28 tháng 8 năm 1941  | 7 tháng 10 năm 1941  | Nông thôn        | 0 năm, 1 tháng, 9 ngày   |
| 14   | không khung | John Curtin        | 7 tháng 10 năm 1941  | 5 tháng 7 năm 1945   | Lao động         | 3 năm, 8 tháng, 29 ngày  |
| 15   | không khung | Frank Forde        | 6 tháng 7 năm 1945   | 13 tháng 7 năm 1945  | Lao động         | 0 năm, 0 tháng, 7 ngày   |
| 16   | không khung | Ben Chifley        | 13 tháng 7 năm 1945  | 19 tháng 12 năm 1949 | Lao động         | 4 năm, 5 tháng, 7 ngày   |
| -    | không khung | Sir Robert Menzies | 19 tháng 12 năm 1949 | 26 tháng 1 năm 1966  | Tự do            | 16 năm, 1 tháng, 8 ngày  |
| 17   | không khung | Harold Holt        | 26 tháng 1 năm 1966  | 19 tháng 12 năm 1967 | Tự do            | 1 năm, 10 tháng, 23 ngày |
| 18   | không khung | John McEwen        | 19 tháng 12 năm 1967 | 10 tháng 1 năm 1968  | Nông thôn        | 0 năm, 0 tháng, 23 ngày  |
| 19   | không khung | John Gorton        | 10 tháng 1 năm 1968  | 10 tháng 3 năm 1971  | Tự do            | 3 năm, 2 tháng, 0 ngày   |
| 20   | không khung | William McMahon    | 10 tháng 3 năm 1971  | 5 tháng 12 năm 1972  | Tự do            | 1 year, 8 tháng, 25 ngày |
| 21   | không khung | Gough Whitlam      | 5 tháng 12 năm 1972  | 11 tháng 11 năm 1975 | Lao động         | 2 năm, 11 tháng, 7 ngày  |
| 22   | không khung | Malcolm Fraser     | 11 tháng 11 năm 1975 | 11 tháng 3 năm 1983  | Tự do            | 7 năm, 4 tháng, 0 ngày   |
| 23   | không khung | Bob Hawke          | 11 tháng 3 năm 1983  | 20 tháng 12 năm 1991 | Lao động         | 8 năm, 9 tháng, 10 ngày  |
| 24   | không khung | Paul Keating       | 20 tháng 12 năm 1991 | 11 tháng 3 năm 1996  | Lao động         | 4 năm, 2 tháng, 20 ngày  |
| 25   | không khung | John Howard        | 11 tháng 3 năm 1996  | 3 tháng 12 năm 2007  | Tự do            | 11 năm, 8 tháng, 22 ngày |
| 26   | không khung | Kevin Rudd         | 3 tháng 12 năm 2007  | 24 tháng 6 năm 2010  | Lao động         | 2 năm, 6 tháng, 21 ngày  |
| 27   | không khung | Julia Gillard      | 24 tháng 6 năm 2010  | 27 tháng 6 năm 2013  | Lao động         | 3 năm, 0 tháng, 3 ngày   |
| (26) | không khung | Kevin Rudd         | 27 tháng 6 năm 2013  | 18 tháng 9 năm 2013  | Lao động         | 0 năm, 2 tháng, 22 ngày  |
| 28   | không khung | Tony Abbott        | 18 tháng 9 năm 2013  | 15 tháng 9 năm 2015  | Tự do            | 1 năm, 11 tháng, 28 ngày |
| 29   | không khung | Malcolm Turnbull   | 15 tháng 9 năm 2015  | 24 tháng 8 năm 2018  | Tự do            | 2 năm, 11 tháng, 9 ngày  |
| 30   | không khung | Scott Morrison     | 24 tháng 8 năm 2018  | 23 tháng 5 năm 2022  | Tự do            | 3 năm, 8 tháng, 29 ngày  |
| 31   | không khung | Anthony Albanese   | 23 tháng 5 năm 2022  | Đương nhiệm          | Lao động         | Đương nhiệm              |